# Jamaïque aux Jeux olympiques d'été de 2024
La Jamaïque participe aux Jeux olympiques de 2024 à Paris. Il s'agit de sa 20e participation à des Jeux olympiques d'été.
Le nageur Josh Kirlew et l'athlète Shanieka Ricketts sont nommés porte-drapeaux de la délégation en juillet 2024.

## Nombre d’athlètes qualifiés par sport
Voici la liste des qualifiés et sélectionnés jamaïcains par sport (remplaçants compris) :
| Sport                                            | Hommes | Femmes | Total |
| ------------------------------------------------ | ------ | ------ | ----- |
| Athlétisme                                       | 26     | 28     | 54    |
| Judo                                             | 1      | -      | 1     |
| Sports aquatiques • Natation sportive • Plongeon | 1 1    | 1 -    | 2 1   |
| Total                                            | 29     | 29     | 58    |

## Bilan général
| Sport      | Médaille d'or, Jeux olympiques | Médaille d'argent, Jeux olympiques | Médaille de bronze, Jeux olympiques | Total | Rang pays |
| ---------- | ------------------------------ | ---------------------------------- | ----------------------------------- | ----- | --------- |
| Athlétisme | 1                              | 3                                  | 2                                   | 6     | 8e        |
| Total      | 1                              | 3                                  | 2                                   | 6     | 44e       |

| Jour   | Médaille d'or, Jeux olympiques | Médaille d'argent, Jeux olympiques | Médaille de bronze, Jeux olympiques | Total |
| ------ | ------------------------------ | ---------------------------------- | ----------------------------------- | ----- |
| 3 août | 0                              | 1                                  | 1                                   | 2     |
| 4 août | 0                              | 1                                  | 0                                   | 1     |
| 6 août | 0                              | 1                                  | 0                                   | 1     |
| 7 août | 1                              | 0                                  | 0                                   | 1     |
| 8 août | 0                              | 0                                  | 1                                   | 1     |
| Total  | 1                              | 3                                  | 2                                   | 6     |

| Sexe   | Médaille d'or, Jeux olympiques | Médaille d'argent, Jeux olympiques | Médaille de bronze, Jeux olympiques | Total |
| ------ | ------------------------------ | ---------------------------------- | ----------------------------------- | ----- |
| Hommes | 1                              | 2                                  | 2                                   | 5     |
| Femmes | 0                              | 1                                  | 0                                   | 1     |
| Mixte  | 0                              | 0                                  | 0                                   | 0     |
| Total  | 1                              | 3                                  | 5                                   | 6     |

## Médaillés
| Sport      | Discipline       | Athlète(s) | Performance | Date        |
| ---------- | ---------------- | ---------- | ----------- | ----------- |
| Athlétisme | Lancer de disque | Roje Stona | 70,00 m     | 7 août 2024 |

| Sport      | Discipline                | Athlète(s)        | Performance | Date        |
| ---------- | ------------------------- | ----------------- | ----------- | ----------- |
| Athlétisme | 100 m - Hommes            | Kishane Thompson  | 9,79 s      | 4 août 2024 |
| Athlétisme | Saut en longueur - Hommes | Wayne Pinnock     | 8,36 m -0,2 | 6 août 2024 |
| Athlétisme | triple saut - Femmes      | Shanieka Ricketts | 14,87 m     | 3 août 2024 |

| Sport      | Discipline               | Athlète(s)        | Performance    | Date        |
| ---------- | ------------------------ | ----------------- | -------------- | ----------- |
| Athlétisme | 110 m haies - Hommes     | Rasheed Broadbell | 13,09 m (.088) | 8 août 2024 |
| Athlétisme | Lancer du poids - Hommes | Rajindra Campbell | 22,15 m        | 3 août 2024 |

## Résultats

### Athlétisme
Le 3 août 2024, Shelly-Ann Fraser-Pryce déclare forfait avant les demi-finales du 100 mètres.

#### Hommes
| Athlètes                                                     | Épreuve          | Premier tour (ou tour préliminaire) | Premier tour (ou tour préliminaire) | Repêchage (ou premier tour) | Repêchage (ou premier tour) | Demi-finales | Demi-finales | Finale     | Finale                              |
| Athlètes                                                     | Épreuve          | Temps                               | Rang                                | Temps                       | Rang                        | Temps        | Rang         | Temps      | Rang                                |
| ------------------------------------------------------------ | ---------------- | ----------------------------------- | ----------------------------------- | --------------------------- | --------------------------- | ------------ | ------------ | ---------- | ----------------------------------- |
| Ackeem Blake                                                 | 100 m            | Exempté                             | Exempté                             | 10 s 06                     | 2e                          | 10 s 06      | 5e           | Éliminé    | Éliminé                             |
| Oblique Seville                                              | 100 m            | Exempté                             | Exempté                             | 9 s 99                      | 1er                         | 9 s 81       | 1er          | 9 s 91     | 8e                                  |
| Kishane Thompson                                             | 100 m            | Exempté                             | Exempté                             | 10 s 00                     | 1er                         | 9 s 80       | 1er          | 9 s 79     | Médaille d'argent, Jeux olympiques  |
| Andrew Hudson                                                | 200 m            | 20 s 53                             | 4e                                  | 20 s 55                     | 2e                          | Éliminé      | Éliminé      | Éliminé    | Éliminé                             |
| Bryan Levell                                                 | 200 m            | 20 s 47                             | 4e                                  | 20 s 47                     | 2e                          | 20 s 93      | 8e           | Éliminé    | Éliminé                             |
| Sean Bailey                                                  | 400 m            | 44 s 68                             | 5e                                  | DNF                         | DNF                         | Éliminé      | Éliminé      | Éliminé    | Éliminé                             |
| Jevaughn Powell                                              | 400 m            | 45 s 12                             | 3e                                  | Exempté                     | Exempté                     | 44 s 91      | 4e           | Éliminé    | Éliminé                             |
| Deandre Watkin                                               | 400 m            | 45 s 97                             | 7e                                  | DNS                         | DNS                         | Éliminé      | Éliminé      | Éliminé    | Éliminé                             |
| Navasky Anderson                                             | 800 m            | 1 min 46 s 82                       | 5e                                  | 1 min 46 s 01               | 5e                          | Éliminé      | Éliminé      | Éliminé    | Éliminé                             |
| Orlando Bennett                                              | 110 m haies      | 13 s 35                             | 2e                                  | Exempté                     | Exempté                     | 13 s 09 PB   | 1er          | 13 s 34    | 7e                                  |
| Rasheed Broadbell                                            | 110 m haies      | 13 s 42                             | 2e                                  | Exempté                     | Exempté                     | 13 s 21      | 1er          | 13 s 09 SB | Médaille de bronze, Jeux olympiques |
| Hansle Parchment                                             | 110 m haies      | 13 s 43 (.430)                      | 5e                                  | Exempté                     | Exempté                     | 13 s 19 SB   | 3e           | 13 s 39    | 8e                                  |
| Roshawn Clarke                                               | 400 m haies      | 48 s 17                             | 1er                                 | Exempté                     | Exempté                     | 48 s 34      | 2e           | DNF        | DNF                                 |
| Jaheel Hyde                                                  | 400 m haies      | 49 s 08                             | 2e                                  | Exempté                     | Exempté                     | 50 s 03      | 7e           | Éliminé    | Éliminé                             |
| Malik James-King                                             | 400 m haies      | 48 s 21                             | 1er                                 | Exempté                     | Exempté                     | 48 s 85      | 7e           | Éliminé    | Éliminé                             |
| Ackeem Blake Jehlani Gordon Oblique Seville Kishane Thompson | Relais 4 × 100 m | 38 s 45 SB                          | 4e                                  | Non disputé                 | Non disputé                 | Non disputé  | Non disputé  | Éliminé    | Éliminé                             |

| Athlètes          | Épreuve          | Qualification | Qualification | Finale         | Finale                              |
| Athlètes          | Épreuve          | Performance   | Rang          | Performance    | Rang                                |
| ----------------- | ---------------- | ------------- | ------------- | -------------- | ----------------------------------- |
| Romaine Beckford  | Saut en hauteur  | 2,24 m        | 8e            | 2,22 m         | 10e                                 |
| Tajay Gayle       | Saut en longueur | 7,78 m        | 19e           | Éliminé        | Éliminé                             |
| Carey McLeod      | Saut en longueur | 7,90 m        | 11e           | 7,82 m         | 12e                                 |
| Wayne Pinnock     | Saut en longueur | 7,96 m        | 7e            | 8,36 m         | Médaille d'argent, Jeux olympiques  |
| Jaydon Hibbert    | Triple saut      | 16,99 m       | 6e            | 17,61 m        | 4e                                  |
| Jordan Scott      | Triple saut      | 16,36 m       | 24e           | Éliminé        | Éliminé                             |
| Rajindra Campbell | Lancer du poids  | 21,05 m       | 10e           | 22,15 m        | Médaille de bronze, Jeux olympiques |
| Ralford Mullings  | Lancer du disque | 65,18 m       | 7e            | 65,61 m        | 9e                                  |
| Traves Smikle     | Lancer du disque | 65,91 m       | 5e            | 64,97 m        | 10e                                 |
| Rojé Stona        | Lancer du disque | 65,32 m       | 6e            | 70,00 m OR, SB | Médaille d'or, Jeux olympiques      |

#### Femmes
| Athlètes                                                                     | Épreuve          | Premier tour (ou tour préliminaire) | Premier tour (ou tour préliminaire) | Repêchage (ou premier tour) | Repêchage (ou premier tour) | Demi-finales  | Demi-finales | Finale     | Finale   |
| Athlètes                                                                     | Épreuve          | Temps                               | Rang                                | Temps                       | Rang                        | Temps         | Rang         | Temps      | Rang     |
| ---------------------------------------------------------------------------- | ---------------- | ----------------------------------- | ----------------------------------- | --------------------------- | --------------------------- | ------------- | ------------ | ---------- | -------- |
| Tia Clayton                                                                  | 100 m            | Exemptée                            | Exemptée                            | 11 s 00                     | 2e                          | 10 s 89       | 1re          | 11 s 04    | 7e       |
| Shelly-Ann Fraser-Pryce                                                      | 100 m            | Exemptée                            | Exemptée                            | 10 s 92                     | 2e                          | DNS           | DNS          | Éliminée   | Éliminée |
| Shashalee Forbes                                                             | 100 m            | Exemptée                            | Exemptée                            | 11 s 19                     | 2e                          | 11 s 20       | 6e           | Éliminée   | Éliminée |
| Niesha Burgher                                                               | 200 m            | 22 s 54                             | 2e                                  | Exemptée                    | Exemptée                    | 22 s 64       | 5e           | Éliminée   | Éliminée |
| Shericka Jackson                                                             | 200 m            | DNS                                 | DNS                                 | Éliminée                    | Éliminée                    | Éliminée      | Éliminée     | Éliminée   | Éliminée |
| Lanae-Tava Thomas                                                            | 200 m            | 22 s 70                             | 2e                                  | Exemptée                    | Exemptée                    | 22 s 77       | 5e           | Éliminée   | Éliminée |
| Junelle Bromfield                                                            | 400 m            | 51 s 36                             | 3e                                  | Exemptée                    | Exemptée                    | 51 s 93       | 8e           | Éliminée   | Éliminée |
| Nickisha Pryce                                                               | 400 m            | 50 s 02                             | 1re                                 | Exemptée                    | Exemptée                    | 50 s 77       | 4e           | Éliminée   | Éliminée |
| Stacey-Ann Williams                                                          | 400 m            | 50 s 16 SB                          | 2e                                  | Exemptée                    | Exemptée                    | 50 s 79       | 7e           | Éliminée   | Éliminée |
| Natoya Goule-Toppin                                                          | 800 m            | 1 min 58 s 66                       | 1re                                 | Exemptée                    | Exemptée                    | 1 min 59 s 14 | 6e           | Éliminée   | Éliminée |
| Adelle Tracey                                                                | 800 m            | 2 min 3 s 47 SB                     | 8e                                  | 2 min 3 s 67                | 5e                          | Éliminée      | Éliminée     | Éliminée   | Éliminée |
| Janeek Brown                                                                 | 100 m haies      | 12 s 84                             | 3e                                  | Exemptée                    | Exemptée                    | 12 s 92       | 7e           | Éliminée   | Éliminée |
| Ackera Nugent                                                                | 100 m haies      | 12 s 65                             | 1re                                 | Exemptée                    | Exemptée                    | 12 s 44       | 3e           | DNF        | DNF      |
| Danielle Williams                                                            | 100 m haies      | 12 s 59                             | 1re                                 | Exemptée                    | Exemptée                    | 12 s 82       | 6e           | Éliminée   | Éliminée |
| Rushell Clayton                                                              | 400 m haies      | 54 s 32                             | 1re                                 | Exemptée                    | Exemptée                    | 53 s 0        | 1re          | 52 s 68    | 5e       |
| Janieve Russell                                                              | 400 m haies      | 54 s 67                             | 3e                                  | Exemptée                    | Exemptée                    | 54 s 65       | 4e           | Éliminée   | Éliminée |
| Shiann Salmon                                                                | 400 m haies      | 53 s 95                             | 2e                                  | Exemptée                    | Exemptée                    | 53 s 13       | 3e           | 53 s 29    | 6e       |
| Tia Clayton Shashalee Forbes Kemba Nelson Alana Reid                         | Relais 4 × 100 m | 42 s 35 SB                          | 3e                                  | Non disputé                 | Non disputé                 | Non disputé   | Non disputé  | 42 s 29 SB | 5e       |
| Junelle Bromfield Stephenie Ann McPherson Nickisha Pryce Stacey-Ann Williams | Relais 4 × 400 m | 3 min 24 s 92 SB                    | 1re                                 | Non disputé                 | Non disputé                 | Non disputé   | Non disputé  | DNF        | DNF      |

| Athlètes            | Épreuve           | Qualification | Qualification | Finale      | Finale                             |
| Athlètes            | Épreuve           | Performance   | Rang          | Performance | Rang                               |
| ------------------- | ----------------- | ------------- | ------------- | ----------- | ---------------------------------- |
| Lamara Distin       | Saut en hauteur   | 1,88 m        | 24e           | Éliminée    | Éliminée                           |
| Chanice Porter      | Saut en longueur  | 6,48 m        | 17e           | Éliminée    | Éliminée                           |
| Ackelia Smith       | Saut en longueur  | 6,59 m        | 10e           | 6,66 m      | 8e                                 |
| Shanieka Ricketts   | Triple saut       | 14,47 m       | 2e            | 14,87 m     | Médaille d'argent, Jeux olympiques |
| Ackelia Smith       | Triple saut       | 14,09 m       | 10e           | 14,42 m     | 7e                                 |
| Kimberly Williams   | Triple saut       | 13,77 m       | 20e           | Éliminée    | Éliminée                           |
| Lloydricia Cameron  | Lancer du poids   | 18,02 m SB    | 14e           | Éliminée    | Éliminée                           |
| Danniel Thomas-Dodd | Lancer du poids   | 18,12 m       | 13e           | Éliminée    | Éliminée                           |
| Samantha Hall       | Lancer du disque  | 54,94 m       | 31e           | Éliminée    | Éliminée                           |
| Nayoka Clunis       | Lancer du marteau | Forfait       | Forfait       | Forfait     | Forfait                            |

#### Mixte
| Athlètes                                                        | Épreuve          | Premier tour     | Premier tour | Finale        | Finale |
| Athlètes                                                        | Épreuve          | Temps            | Rang         | Temps         | Rang   |
| --------------------------------------------------------------- | ---------------- | ---------------- | ------------ | ------------- | ------ |
| Zandrion Barnes Raheem Hayles Andrenette Knight Ashley Williams | Relais 4 × 400 m | 3 min 11 s 06 NR | 3e           | 3 min 11 s 67 | 5e     |

### Judo
| Athlète         | Compétition    | 1er tour                | 2e tour                | Quart de finale     | Demi-finale         | Repêchage           | Finale / CB         | Rang    |
| Athlète         | Compétition    | Adversaire Résultat     | Adversaire Résultat    | Adversaire Résultat | Adversaire Résultat | Adversaire Résultat | Adversaire Résultat | Rang    |
| --------------- | -------------- | ----------------------- | ---------------------- | ------------------- | ------------------- | ------------------- | ------------------- | ------- |
| Ashley Mckenzie | Moins de 60 kg | Makabr Victoire 10 - 00 | Yıldız Défaite 00 - 01 | Éliminé             | Éliminé             | Éliminé             | Éliminé             | Éliminé |

### Natation
| Athlète     | Épreuve        | Séries  | Séries | Demi-finales | Demi-finales | Finale  | Finale  |
| Athlète     | Épreuve        | Temps   | Rang   | Temps        | Rang         | Temps   | Rang    |
| ----------- | -------------- | ------- | ------ | ------------ | ------------ | ------- | ------- |
| Josh Kirlew | 100 m papillon | 54 s 66 | 36e    | Éliminé      | Éliminé      | Éliminé | Éliminé |

| Athlète     | Épreuve         | Séries  | Séries | Demi-finales | Demi-finales | Finale   | Finale   |
| Athlète     | Épreuve         | Temps   | Rang   | Temps        | Rang         | Temps    | Rang     |
| ----------- | --------------- | ------- | ------ | ------------ | ------------ | -------- | -------- |
| Sabrina Lyn | 50 m nage libre | 26 s 08 | 29e    | Éliminée     | Éliminée     | Éliminée | Éliminée |

### Plongeon
| Athlète            | Compétition    | Tour préliminaire | Tour préliminaire | Demi-finale | Demi-finale | Finale  | Finale  |
| Athlète            | Compétition    | Points            | Rang              | Points      | Rang        | Points  | Rang    |
| ------------------ | -------------- | ----------------- | ----------------- | ----------- | ----------- | ------- | ------- |
| Yona Knight-Wisdom | Tremplin à 3 m | 382,90            | 14e               | 412,40      | 13e         | Éliminé | Éliminé |